# 富山県道318号笹津安養寺線
富山県道318号笹津安養寺線（とやまけんどう318ごう ささづあんようじせん）は富山県富山市内を通る一般県道である。

## 概要
現道は富山地方鉄道笹津線の廃線跡地に1996年（平成8年）8月30日に全線開通したものである。全線にわたり国道41号と並行しており、国道41号の富山市中心部 - 大沢野地域間のバイパス的な役割を果たしている。

### 路線データ
- 起点：富山県富山市笹津（国道41号交点）
- 終点：富山県富山市安養寺中島割（国道41号交点）
- 実延長：10,364m[1]
- 幅員：13.5m（車道8.5m、歩道2.5mの2車線）[1]
- 総事業費：約30億円[1]

## 沿革
- 1967年（昭和42年）3月20日 - 認定[2]
- 1996年（平成8年）8月30日 - 富山市安養寺 - 大沢野町（当時）上大久保間3.6km完成をもって、現道が全線開通[1]

## 地理

### 通過する自治体
- 富山県富山市

### 接続する道路
- 国道41号（越中東街道）（起点：富山市笹津、「西大沢交差点」南方）
- 富山県道341号八尾大沢野線（富山市高内、「高内交差点」西方）
- 富山県道193号坂本長附線（富山市上大久保）
- 富山県道340号二松上大久保線（上大久保4区交差点 - 北新町交差点で重複）
- 富山県道183号大沢野大山線（上大久保六区東交差点）
- 富山県道35号立山山田線（下大久保3区北交差点 - 下大久保（四区）交差点で重複）
- 国道41号（越中東街道）（終点：安養寺交差点）

バイパス（下大久保3区北交差点 - 富山市安養寺）
- 富山県道35号立山山田線（下大久保3区北交差点）
- 富山市道（富山市安養寺）

### 周辺
- JR高山本線 笹津駅
- 富山県警察 富山南警察署
- 富山市役所 大沢野総合行政センター
- 富山市消防局 大沢野消防署
- 富山県立富山高等支援学校
- 富山市立大沢野中学校
- 富山市立興南中学校
- 富山市立大沢野小学校
- 富山市立大久保小学校
- 北陸銀行 大沢野支店
- 富山銀行 大沢野支店
- 富山第一銀行 大沢野支店
- 富山信用金庫 大沢野支店
- JAあおば 大沢野支店
- 大沢野郵便局
- シキボウ 富山工場
- 日本カーボン 富山工場
- 北陸電気工業 本社
- キョーエイ
  - 大沢野店
  - キャロット1店
- クスリのアオキ 大沢野店
- グリーンバレー大沢野
- シメノドラッグ 大沢野店
- ドラッグフジイ 下大久保
- アルビス 大久保店
- コメリハードアンドグリーン 大沢野店
- 富山県総合運動公園
- 神通川
- 熊野川